# University of Northern Iowa
L'University of Northern Iowa è un'università statunitense pubblica con sede a Cedar Falls, nell'Iowa.

## Storia
L'università fu fondata nel 1876 come Iowa State Normal School, nel 1909 divenne Iowa State Teachers College, nel 1961 cambiò nuovamente nome in State College of Iowa fino ad assumere la denominazione attuale nel 1967.

## Sport
I Panthers, che fanno parte della NCAA Division I, sono affiliati alla Missouri Valley Conference. La pallacanestro e il wrestling sono gli sport principali, le partite interne vengono giocate all'UNI-Dome e indoor al McLeod Center.

### Pallacanestro
Northern Iowa negli anni duemila è divenuto un college molto importante nel panorama statunitense, conta 7 apparizioni nella post-season, il miglior risultato sono le Sweet Sixteen raggiunte nel torneo del 2010 (battendo una testa di una serie numero uno del tabellone, i Kansas Jayhawks).

Nessun Panther è mai riuscito ad approdare in NBA.